# بوتایوو
بوتایوو (انگلیسی: Butayevo) یک شهرک در شهرستان بلورتسکی باشقیرستان کشور روسیه است.